# Cerodontha zoerneri
Cerodontha zoerneri este o specie de muște din genul Cerodontha, familia Agromyzidae, descrisă de Nowakowski în anul 1972. Conform Catalogue of Life specia Cerodontha zoerneri nu are subspecii cunoscute.